# Вадим Лазаркевич (старший)
Вадим Вадимович Лазаркевіч (28 лютого 1895, Біла Церква, Київська губернія, Російська імперія — 18 лютого 1963, Софія, Болгарія) — болгарський та український художник, графік, ілюстратор.  Один із найпопулярніших ілюстраторів дитячих книг у Болгарії. 

## Біографія
Походив із литовських дворян, син артилериста, генерала Вадима Лазаркевича і музикантки Катерини Лазаркевич. 1913 закінчив Другий кадетський корпус у Санкт-Петербурзі. 
Навчався живопису в малювальних класах Я. С. Гольдблата (1913—1915), під керівництвом П. П. Чистякова  готувався до вступу на архітектурне відділення імператорської Академії мистецтв. 
Учасник Першої світової війни. З 1915 року — на фронті в чині прапорщика, командира батареї. 
Учасник Громадянської війни в Росії. З 1918 воював у Білій армії. У 1920 в складі Російської армії Врангеля евакуювався з Криму в Болгарію. 
Перший час жив із сім'єю в Несебирі, потім переїхав до Софії. З 1922 почав працювати у великому видавництві «Хемус» в якості ілюстратора книг і журналів для дітей та дорослих. 
Член Товариства Товариства незалежних художників. 
Його син — художник Вадим Лазаркевич (1933—2007). 

## Творчість
Талант малювання успадкував від своєї матері, яка любила малювати квіти, птахів і домашніх тварин.  У дитинстві Вадим кілька разів супроводжував батька і його солдатів у літніх таборах в Чернігівських лісах, де полюбив природу, українські народні казки. 
У Болгарії малював афіші та вивіски. У 1921 виграв конкурс на малюнок марки видавництва «Олександр Паскаль». 
Ілюстрував, в основному, книги для дітей: болгарські народні казки, твори В. Гауфа, Г. К. Андерсена, Р. Кіплінга, Майн Ріда, Дж. Лондона, Г. Сенкевича. Оформляв абетки, підручники, малював для дитячих журналів «Светулка», «Детска радост», «Детски живот». 
У 1950-ті створив ілюстрації до книг «Медова булка» Б. Златко, «Клопітка Мецана» Мілевої і «Лисиця-лицемірка» С. Мінкова, що витримали багато перевидань. Оформлював книги багатьох болгарських поетів і письменників, у тому числі, Д. Габе, Елин Пелина, А. Разцветнікова, Е.  Станева. 
За сорок років роботи оформив близько 500 книг. 